# Adolf Molak
Adolf Molak (ur. 19 lutego 1914 w Cieszynie, zm. 19 stycznia 1975 w Katowicach) – polski pedagog, socjolog, historyk oświaty.
Absolwent szkoły ludowej oraz Gimnazjum Klasycznego im. Osuchowskiego w Cieszynie (matura w 1932), studia magisterskie z zakresu filozofii ukończył na Uniwersytecie Jagiellońskim w 1937. Równocześnie uzyskał dyplom nauczyciela szkoły średniej. Po studiach był nauczycielem w jednej z publicznych szkół powszechnych w Krakowie oraz asystentem profesora Stefana Szumana w Zakładzie Psychologii Pedagogicznej Uniwersytetu Jagiellońskiego. Od 1938 do wybuchu wojny pracował w Państwowym Pedagogium w Kielcach. Podczas okupacji był zaangażowany w tajne nauczanie W Delegaturze Rządu na Kraj Okręg Kraków, Okręgowe Biuro Oświaty i Kultury działając pod pseudonimem Klimsza był referentem do spraw dokształcania nauczycieli. Uczestniczył w pracach konspiracyjnego Stronnictwa Ludowego „Roch”. Pod koniec wojny negatywnie wyrażał się o współpracy Batalionów Chłopskich z Armią Czerwoną. Po zakończeniu wojny w 1945 pracował w Zakładzie Psychologii Pedagogicznej prowadzonym przez katowickie kuratorium. Równocześnie pracował w Państwowym Pedagogium w Krakowie. Przeniesiony do Warszawy, pracował początkowo w Ministerstwie Oświaty i Centrali Związku Nauczycielstwa Polskiego, a od 1955 w Katedrze Pedagogiki AWF. Zajmował się zagadnieniami z pogranicza pedagogiki i socjologii, co przysparzało mu kłopotów ze strony ówczesnych władz. W 1960 obronił rozprawę doktorską (Treść i metody a warunki wychowania moralnego w szkołach zawodowych), w 1970 habilitował się (rozprawa Szkoła pracy G. Kerchensteinera. Model szkoły dla potrzeb cywilizacji przemysłowej w warunkach społeczeństwa kapitalistycznego) i objął stanowisko dyrektora Instytutu Pedagogiki i Psychologii na Uniwersytecie Śląskim. Zmarł nagle w miejscu pracy.
Z innych jego prac wymienić można: Sport jako czynnik osobotwórczy a zadania pedagogiki. Problematyka pedagogiczna współczesnej cywilizacji (1971), Socjometryczne techniki badawcze (1973), O postęp pedagogiczny w szkole i oświacie. Wybrane problemy (1976), Socjometria w pracy wychowawczej zakładu doskonalenia zawodowego (1982, współautor). Był m.in. członkiem Polskiego Towarzystwa Psychologicznego i Towarzystwa Wiedzy Powszechnej, wchodził w skład Komitetu Nauk Pedagogicznych Polskiej Akademii Nauk.
Został pochowany na cmentarzu ewangelickim w Ustroniu.